# Argiolestes aulicus
Argiolestes aulicus är en trollsländeart som beskrevs av Maurits Anne Lieftinck 1949. Argiolestes aulicus ingår i släktet Argiolestes och familjen Megapodagrionidae. Inga underarter finns listade i Catalogue of Life.